# Жарки (гмина)
Жарки (пол. Żarki) — городско-сельская гмина (волость) в Польше, входит как административная единица в Мышкувский повет; Силезское воеводство. Население — 8155 человек (на 2004 год).

## Демография
| Перепись                       | Всего   | Всего | Женщины | Женщины | Мужчины | Мужчины |
| ------------------------------ | ------- | ----- | ------- | ------- | ------- | ------- |
| Единицы                        | человек | %     | человек | %       | человек | %       |
| Население                      | 8155    | 100   | 4208    | 51,6    | 3947    | 48,4    |
| Плотность населения (чел./км²) | 81      | 81    | 41,8    | 41,8    | 39,2    | 39,2    |

## Сельские округа
1. Чатахова
2. Ярошув
3. Явожник
4. Котовице
5. Пшибынув
6. Сулишовице
7. Высока-Лелёвска
8. Забоже
9. Завада
10. Острув

## Соседние гмины
1. Гмина Янув
2. Мышкув
3. Гмина Негова
4. Гмина Ольштын
5. Гмина Порай
6. Гмина Влодовице